# Česká Skalice
Česká Skalice (deutsch: Böhmisch Skalitz) ist eine Stadt im Okres Náchod in Tschechien. Sie liegt an der Aupa, einem Nebenfluss der Elbe. Zu Česká Skalice gehört auch die bis 1942 selbständige Gemeinde Malá Skalice.

## Geschichte

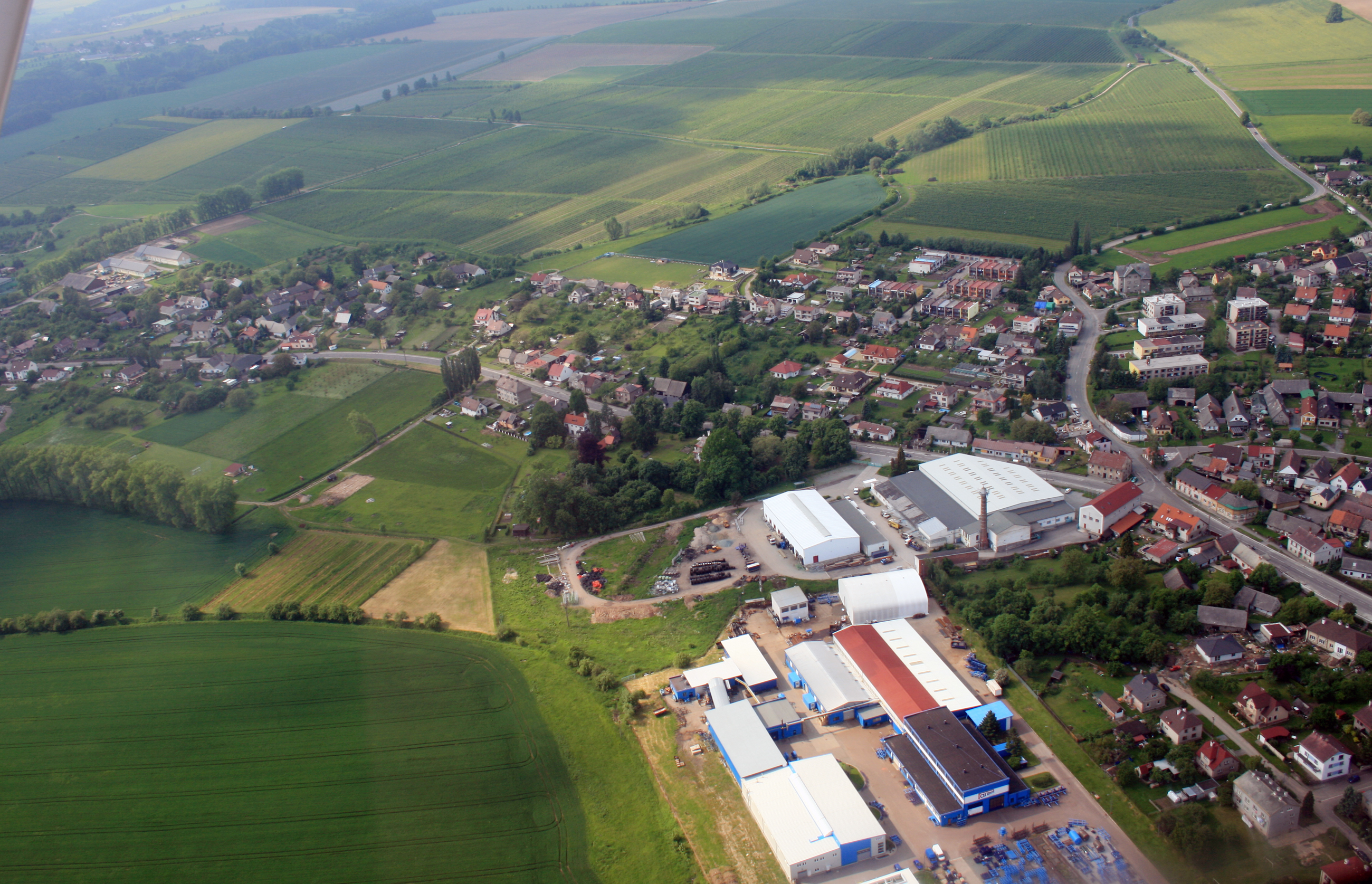
Česká Skalice, Luftbild

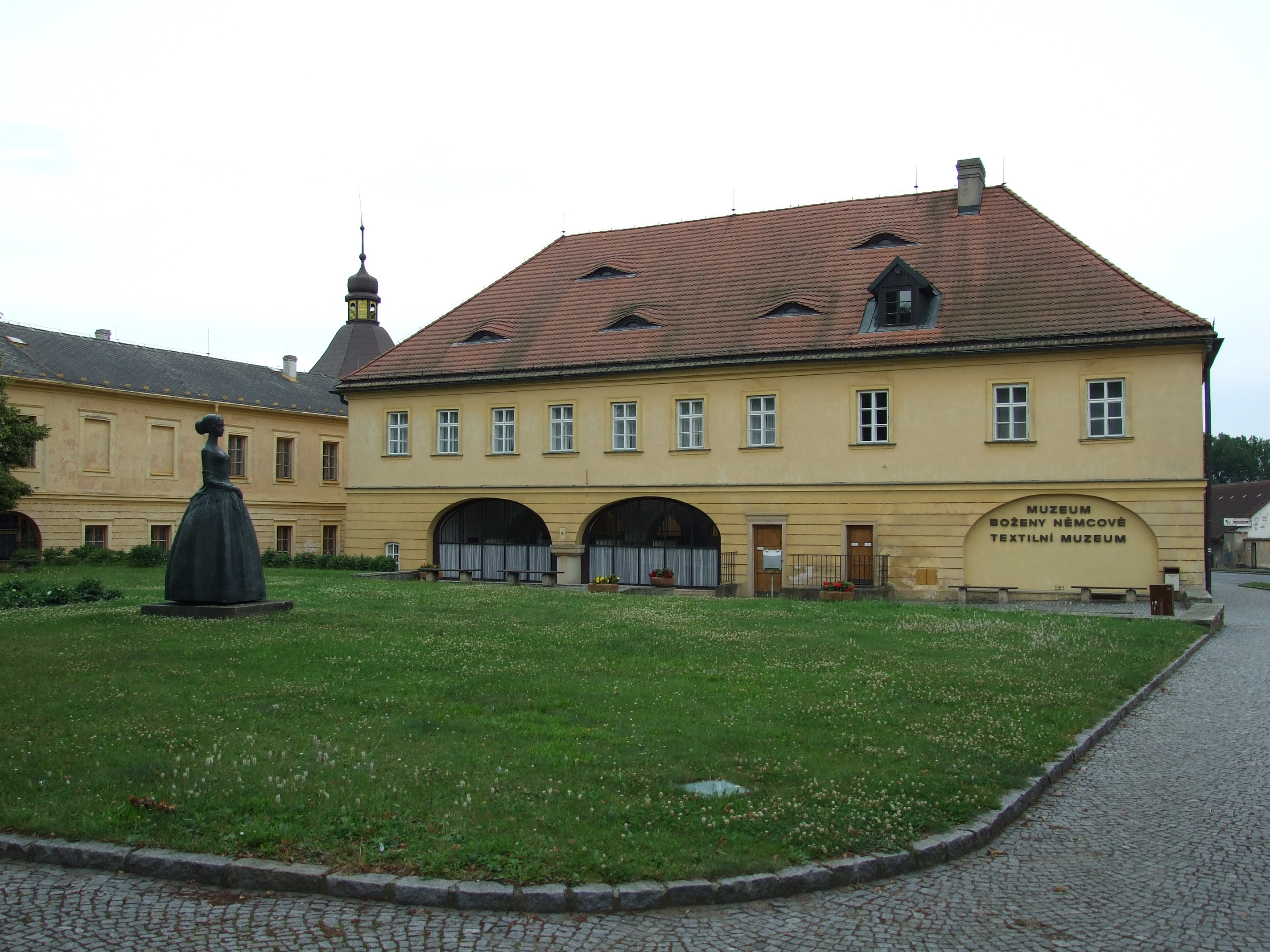
Muzeum Boženy Němcové

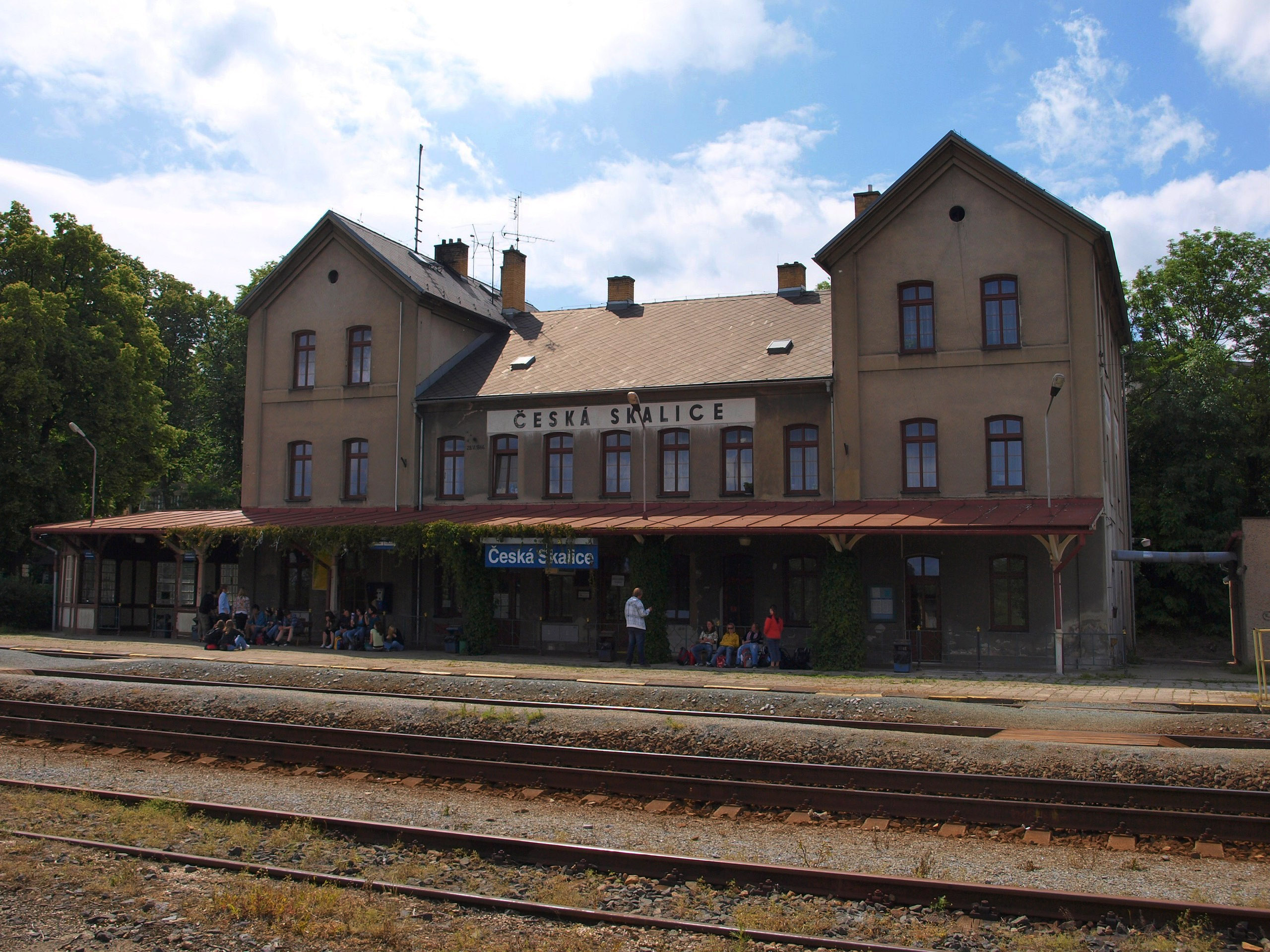
Bahnhof Česká Skalice

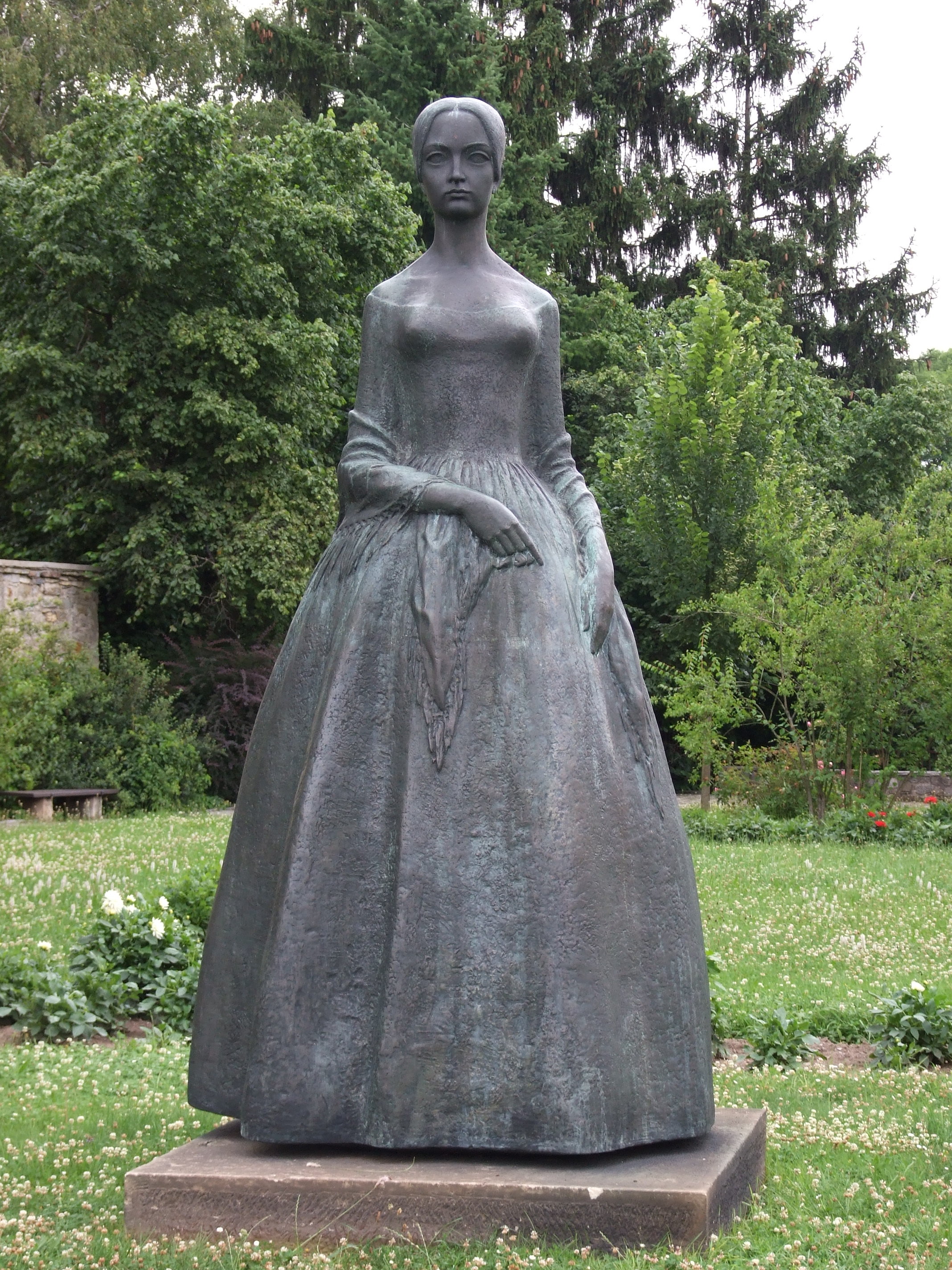
Statue der Schriftstellerin Božena Němcová

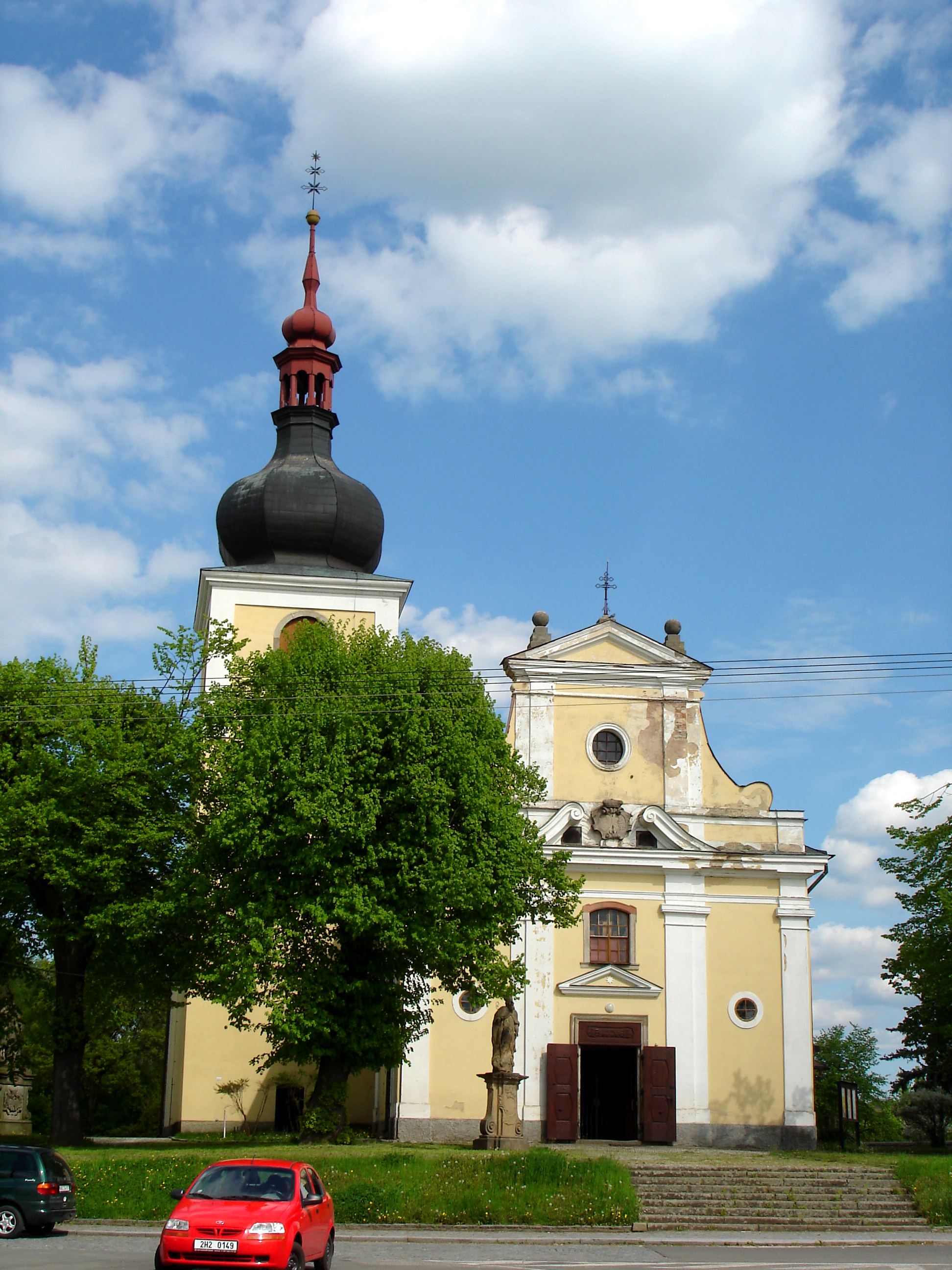
Kirche im Ortsteil Malá Skalice

Česká Skalice entwickelte sich aus zwei Siedlungen, die später als „Kleinskalitz“ (Malá Skalice; auch: Skalička) und „Großskalitz“ (Velká Skalice) bezeichnet wurden. Die Veste Kleinskalitz (tvrz maloskalická) an einer Furt am rechten Ufer der Aupa, sollte die wichtige Straßenverbindung von Prag über Nachod und Glatz nach Breslau sichern, die Feste Großskalitz (tvrz velkoskalická) am linken Flussufer den Weg durch das Aupatal nach Úpice und weiter in das schlesische Schweidnitz.
Die erste schriftliche Erwähnung von Skalice stammt aus dem Jahr 1238, als Peter von Skalitz (Petr ze Skalice) in einem Dokument als Zeuge genannt wird. Es wird vermutet, dass seiner Familie seit Anfang des 13. Jahrhunderts die Kleinskalitzer Veste und die zugehörige Siedlung gehörten. Er und seine Söhne Tas und Sezema errichteten mit Unterstützung des böhmischen Königs Ottokar II. Přemysl an der mittleren Aupa die Burgen Wiesenburg, Riesenburg und Rothenburg.
Nach mehreren Besitzerwechseln erwarb Kleinskalitz, das bis 1575 eine selbständige Herrschaft war, Hedwig Smiřická von Smiřice, eine Enkelin des böhmischen Königs Georg von Podiebrad. Sie gliederte Kleinskalitz der Herrschaft Nachod an, die sie für ihren minderjährigen Sohn Vaclav Smiřický von Smiřice und nach dessen Tod 1593 für ihren Enkel Albrecht Vaclav Smiřický von Smiřice verwaltete.
Um die Großskalitzer Veste entwickelte sich eine Siedlung, die 1336 im Besitz des Hynek Hlaváč von Dauba (Hynek Hlaváč z Dubé) war. 1366 gehörte sie dem Vaňak von Boskowitz (Vaňak z Boskovic). Nach dessen Tod ging sie 1380 an dessen Brüder Tas und Oldřich. 1393 erwarb Großskalitz Jetřich von Janowitz (Jetřich z Janovic), der es seiner Herrschaft Nachod inkorporierte.
Ab 1575 gehörten somit beide Ortsteile zur Herrschaft Nachod. Unter der Herrschaft der Smiřický von Smiřice wurde die wirtschaftliche Entwicklung gefördert. Nachdem ihre Güter nach der Schlacht am Weißen Berge konfisziert wurden, kamen Groß- und Kleinskalitz an die Trčka von Lípa. Adam Erdmann Trčka von Lípa erteilte Großskalitz am 24. Juni 1631 mehrere Privilegien. Dazu gehörten ein jährlicher Viehmarkt, zwei jährliche Wollmärkte und ein wöchentlicher Getreidemarkt.
In den 1840er Jahren war Skalice ein Zentrum der Nationalen Wiedergeburt. Die entsprechenden Aktivitäten wurden u. a. von Václav Kliment Klicpera unterstützt. Auch mit dem sogenannten „Dahlienfest“ (Jiřinkové slavnosti) wurden ab 1837 die Ziele der Nationalen Erneuerung verfolgt. In Kleinskalitz errichtete der Großindustrielle Hermann Dietrich Lindheim 1837 eine Baumwollspinnerei, die später an die Familie von Löbbecke überging.
Am 28. Juni 1866 fand in der Nähe die Schlacht bei Skalitz zwischen preußischen und österreichischen Truppen statt. An den Sieg der Preußen unter General Karl Friedrich von Steinmetz über die Österreicher unter Erzherzog Leopold erinnern noch heute zahlreiche Denkmale.
In der zweiten Hälfte des 19. Jahrhunderts veranlasste der damalige Besitzer der Herrschaft Nachod, Prinz Wilhelm zu Schaumburg-Lippe, auf Skalitzer Wiesen den Bau von Bewässerungsanlagen und andere Maßnahmen zur Bodenverbesserung. Dadurch konnte die Menge des gewonnenen Heus von 170 Tonnen im Jahre 1875 auf 384 Tonnen im Jahre 1881 mehr als verdoppelt werden. Auf der Internationalen Weltausstellung in Paris 1889 erhielt deshalb die Herrschaft Nachod eine hohe Auszeichnung. 1892 gründete Ladislav Bartoň-Dobenín, ein Sohn des Textilindustriellen Josef Bartoň in Česká Skalice eine Textilfärberei und -druckerei. Nach dem Februarumsturz 1948 wurden die Bewässerungsanlagen dem Verfall preisgegeben. Auch die Bemühungen, einen Teil der Anlage als Technisches Denkmal zu erhalten, blieben ohne Erfolg.
Sowohl Böhmisch Skalitz, das bis ins 18. Jahrhundert hinein den Namen Großskalitz trug, als auch Kleinskalitz wurden im Laufe der Zeit von zahlreichen Bränden und Hochwasser heimgesucht. Beide Ortsteile gehörten zur Bezirk Neustadt an der Mettau und lagen an der Eisenbahn Josefstadt – Liebau. In Böhmisch Skalitz bestanden um 1880 ein Bezirksgericht, eine Bierbrauerei sowie eine Dampfbrettsäge.
In der Nähe von Česká Skalice liegt das Naherholungsgebiet des Stausees Rozkoš, östlich der Stadt leitet der Úpský přivaděč dem Stausee Wasser aus der Úpa zu.

## Ortsgliederung
Die Stadt Česká Skalice besteht aus den Ortsteilen Česká Skalice (Böhmisch Skalitz), Malá Skalice (Kleinskalitz), Ratibořice (Ratiborschitz), Spyta (Spitta), Zájezd (Furt) und Zlíč (Slitsch).

## Sehenswürdigkeiten
- Das Rathaus von 1586 wurde nach mehreren Bränden jeweils aufgebaut, zuletzt 1864 im Stil der Neugotik errichtet.
- Die Pfarrkirche Mariä Himmelfahrt enthält einen geschnitzten Hochaltar von 1712.
- Ein Museum erinnert an die Schriftstellerin Božena Němcová, die im nahen Schloss Ratibořice ihre Kindheit verbrachte und in Česká Skalice zur Schule gegangen war. Angeschlossen ist ein Textilmuseum.
- Alte Schule, Holzbau von 1798
- Babiččino údolí „Großmutters Tal“
- Vila Čerych, errichtet 1924–1925 vom Textilunternehmer Ladislav Bartoň-Dobenín für seine Nichte Marie Bartoň-Čerychová (* 1902), Tochter des Cyril Bartoň-Dobenín. Den Entwurf schuf der Architekt Otakar Novotný (1880–1959). Seit 1958 steht die Villa unter Denkmalschutz.[2][3]

## Persönlichkeiten
- Josef Myslimír Ludvík (1796–1856), römisch-katholischer Priester und patriotisch gesinnter Schriftsteller
- Božena Němcová (1820–1862), tschechische Schriftstellerin
- Ladislav Bartoň-Dobenín (1858–1939), Textilunternehmer
- Vladimír Dostál (1930–1975), Literaturhistoriker